# 张志贤
张志贤（英語：Teo Chee Hean，1954年12月27日—），新加坡華裔政治人物，祖籍廣東潮州饒平縣。曾任新加坡副总理、国务资政、新加坡國家安全統籌部長、人民行动党第一助理秘书长。

## 政治生涯
1954年，张志贤生于新加坡，祖籍广东饶平县樟溪镇锡坑村，1973年荣获新加坡总统奖学金及新加坡武装部队奖学金赴英国曼彻斯特大学深造。1977年，他继续在倫敦帝國學院深造获得理科硕士。1986年获美国哈佛大学肯尼迪行政管理学院公共行政学硕士学位。1991年升准将还担任了新加坡共和国海军总长。同年辞去军职当选为马林百列集选区国会议员，后在1997年、2001年及2006年的大选中继续当选白沙－榜鹅集选区国会议员。 1995年4月任代环境部长兼国防部高级政務部長。1996年1月，任环境部长兼国防部第二部长。1997年到2003年，任教育部长兼国防部第二部长。 2003年8月任國防部长。2009年4月任副總理兼國防部長。2011年5月任副總理兼内政部長、國家安全統籌部长。2019年4月23日，總理李顯龍宣布調整內閣，免去張志賢和尚达曼的副總理職務，由財政部長王瑞傑接任，於同年5月1日生效；張志賢獲委任為新加坡国务资政，繼續留任國家安全統籌部長。
2018年6月11日，张志贤与時任马来西亚首相马哈迪·莫哈末在日本东京会晤，两人重申新马两国长久以来广泛的双边关系，并提及两国部长和高官密切的来往。同年9月4日，张志贤到访马来西亚，展开为期6天的访问；马哈迪在布城首相署接见他，两人在半小时的会晤中针对加强马新双边关系、区域和国际课题交流，同时也见证两国政府签署隆新高铁计划附加协议。
2025年4月23日，张志贤在2025年新加坡大選提名日宣布自己將不會角逐本屆大選。

## 個人生活
张志贤也是当年孙中山在新加坡创立同盟会新加坡分会会长、中華民國广东省汕头市市长张永福的曾侄孙（其弟张华丹之曾孙）、新加坡先贤林义顺的表侄孙（其舅张华丹之曾孙）。
张志贤与妻子，周宝音育有一个女儿和一个儿子。2021年10月31日，周宝音在住家离世。